# Lebakwangi (Arjasari)
Lebakwangi is een bestuurslaag in het regentschap Bandung van de provincie West-Java, Indonesië. Lebakwangi telt 11.104 inwoners (volkstelling 2010).